# Setoctena ledereri
Setoctena ledereri is een vlinder uit de familie van de visstaartjes (Nolidae). De wetenschappelijke naam van de soort is voor het eerst geldig gepubliceerd in 1863 door Hans Daniel Johann Wallengren. De soort was aangetroffen aan de Swakop in zuidelijk Afrika.